# قهوة عضوية

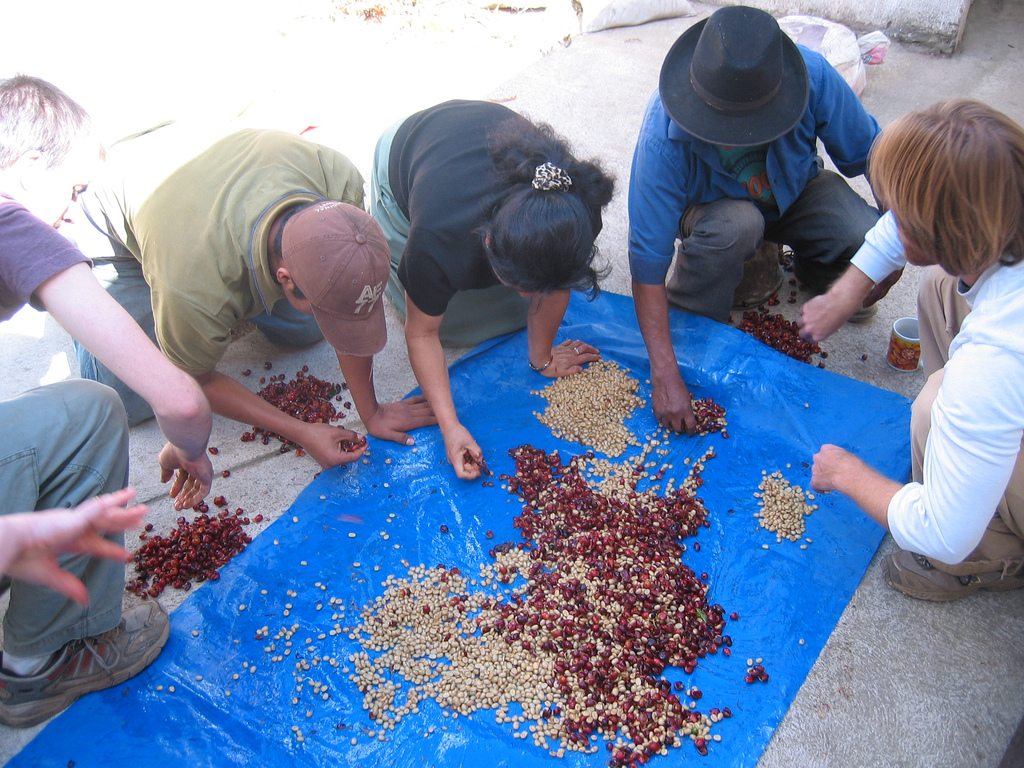
حبوب البن يجري فرزها و نزع الأجزاء الصلبة منها

القهوة العضوية هي القهوة المنتجة بدون مساعدة المواد الكيميائية الاصطناعية، مثل بعض المواد المضافة أو بعض المبيدات الحشرية ومبيدات الأعشاب.